# Кинлас Рыжий
Кинлас Рыжий (валл. Cynlas Goch) — правитель Роса (около 520—540 гг), суб-королевства, вассального по отношению к Гвинеду.

## Биография
Старший сын Оуайна Белозубого, Кинлас Рыжий, упоминается под именем «Кунегласус», в трактате «О погибели Британии» Гильды, как один из тиранических узурпаторов. Своими владениями он управлял из Дин-Арта, городища, что выше Лландрилло-ин-Роса, обращаясь: «Ты Медведь, и Колесничий Медведя».
Грэхам Филиппс и Мартин Китман в своей книге «Король Артур: правдивая история» (1992) выдвинули версию о том, что Оуайн или его сын Кинлас был королём Артуром. Его столицей был город Дин-Арт, который буквально переводится как «Город Медведя», а имя Артур считается образовавшимся от слога «Арт».
Кинлас обвиняется в разжигании гражданской войны, вероятно, в попытке сбросить с себя диктатуру короля Майлгуна Гвинедского. Он был также осужден за отказ от своей жены в пользу его сводной сестры, которую он притащил из монастыря, подобное, возможно, произошло около 538 года. Странно, но другие источники называют Кинласа патроном церкви и основателем монастыря Пенмон в Англси.
Имена жён Кинласа неизвестны. В Харлеанских геналогиях его сыном указывается Майг. В en:Genealogies from Jesus College MS 20, у него сын Оуайн, а Майг — сын Оуайна, таким образом внук Кинласа.